# Greenwood (Minnesota)
Greenwood è una città degli Stati Uniti d'America, situata in Minnesota, nella contea di Hennepin.